# Etiqueta en Japón

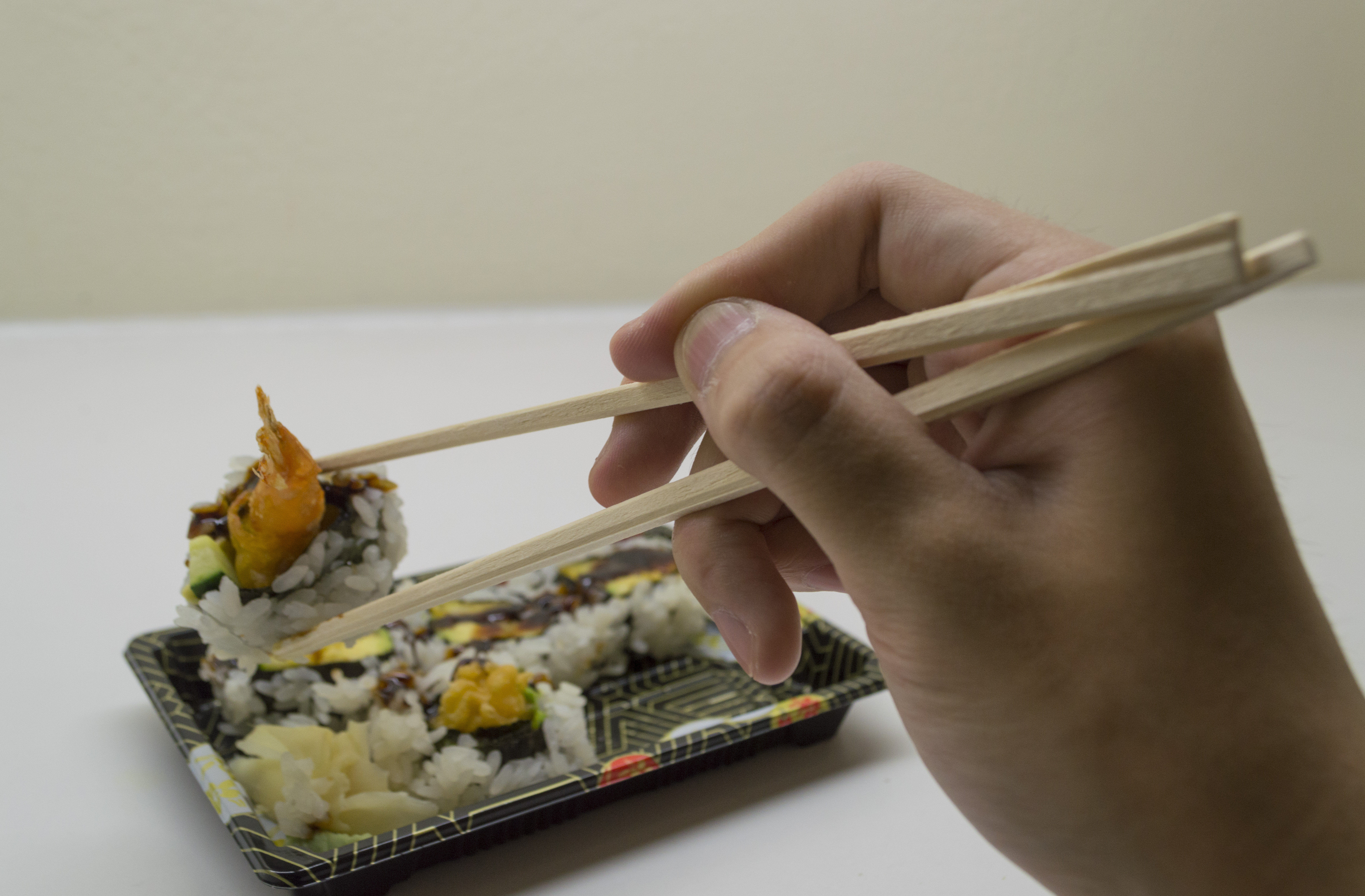
Existen varias reglas de etiqueta sobre el uso de palillos durante las comidas.

El código de etiqueta en Japón define las expectativas sobre el comportamiento social en el país y es considerado muy importante. Al igual que en numerosas culturas sociales, la etiqueta varía en gran medida dependiendo del estatus de uno en relación con la persona con la que debe tratar. Existen numerosos libros que se ocupan del tema.
Algunas convenciones pueden ser prácticas muy regionales, y por lo tanto no se las observa en todas las regiones de Japón. Algunas costumbres cambiaron en el curso de la historia de Japón. Las siguientes son un conjunto de costumbres aceptadas en el Japón moderno.

## Reverencia

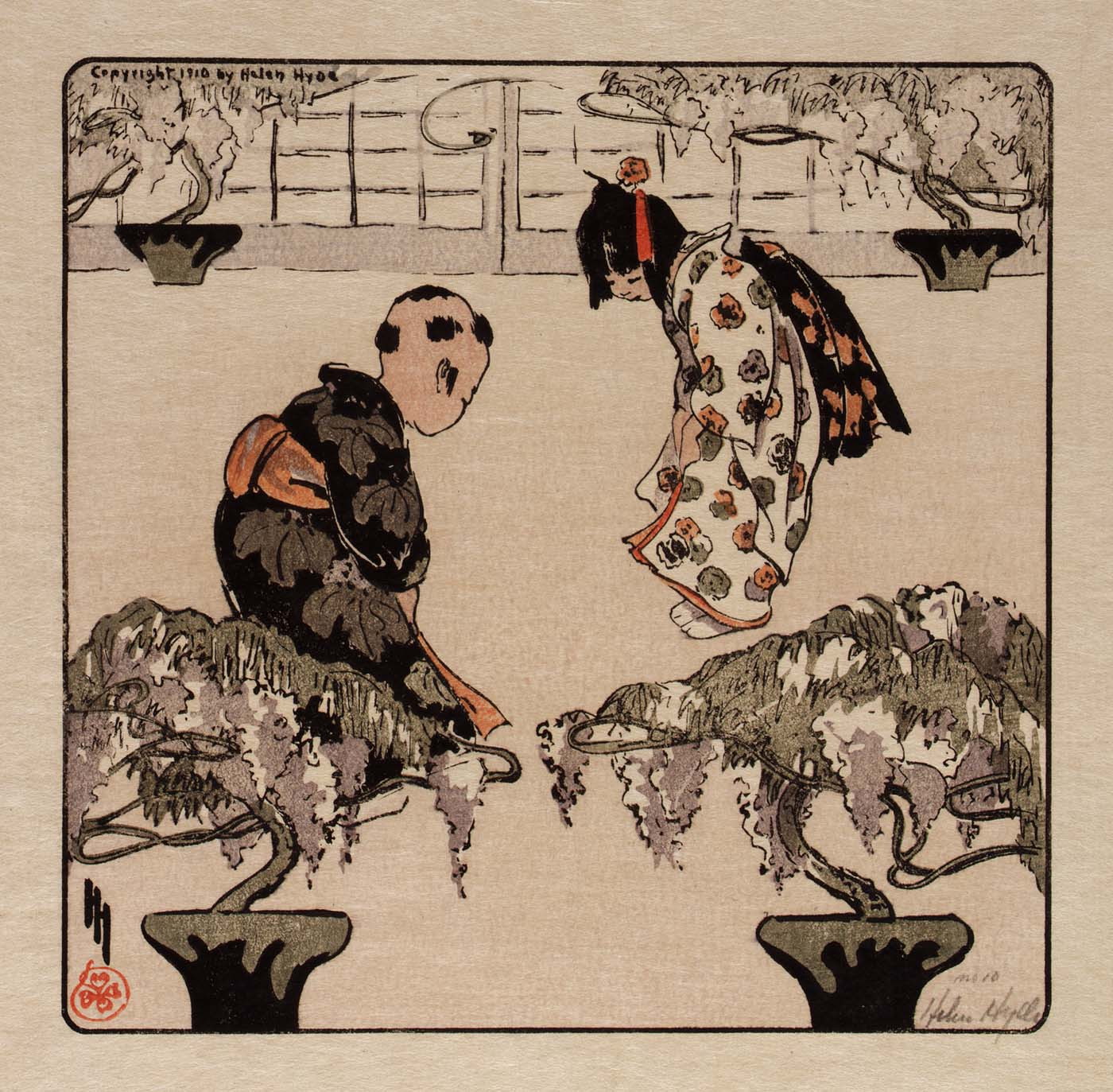
Dibujo de un saludo formal a finales de 1910.

La reverencia (お辞儀 o-jigi?) o saludo es probablemente el aspecto de la etiqueta japonesa más conocido fuera de Japón (el o お es un honorífico pero no puede ser omitido de esta palabra). La reverencia es considerada sumamente importante en Japón, a tal extremo que aunque a los niños se les enseña a hacer la reverencia desde muy pequeños, las empresas ofrecen entrenamiento a sus empleados sobre cómo realizar una reverencia en forma correcta.
Las reverencias básicas se realizan con la espalda derecha y las manos a los costados del cuerpo (niños y hombres) o entrelazadas en la falda (niñas y mujeres), y con los ojos mirando hacia abajo. La reverencia se origina en la cintura. Por lo general, cuanto más larga y más pronunciada es una reverencia, es mayor la emoción y respeto que se expresa.
Se distinguen tres tipos principales de reverencias: informal, formal, y muy formal. Las reverencias informales comprenden una inclinación de solo quince grados o apenas una inclinación de la cabeza hacia adelante, las reverencias más formales poseen una inclinación de unos treinta grados. Las reverencias muy formales son más pronunciadas.
La etiqueta que tiene que ver con la reverencia, incluidas la duración y la profundidad, y la respuesta apropiada, es extremadamente compleja. Por ejemplo, si la otra persona mantiene su reverencia por un tiempo más largo que el esperado (generalmente unos dos o tres segundos), es cortés volver a hacer una reverencia, como consecuencia de lo cual se puede recibir una nueva reverencia. Esto a menudo conduce a una serie larga de intercambio de reverencias progresivamente menos pronunciadas.
En términos generales, un inferior saluda con una reverencia más prolongada, más pronunciada y en forma más frecuente que su superior. Un superior que se dirige a un subalterno solo asentirá levemente con la cabeza, mientras que algunos superiores no harán ninguna reverencia y el subalterno se inclinará levemente hacia adelante desde la cintura.

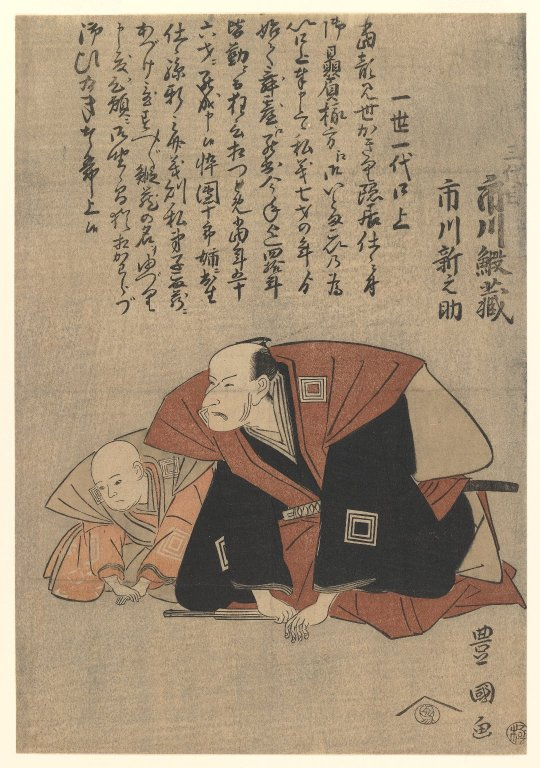
Ejemplo de un dogeza, ilustrado por Utagawa Toyokuni.

Las reverencias de disculpa por lo general son más profundas y duran más que otros tipos de reverencias. Las mismas por lo general se realizan durante la disculpa, generalmente a unos 45 grados con la cabeza baja y durando por lo menos la cuenta de tres, y a veces más. La profundidad, frecuencia y duración de la reverencia va en aumento con la sinceridad de la disculpa y la severidad de la ofensa. En forma ocasional, en el caso de disculpa y solicitud, las personas se doblan como un Sujud para demostrar su sumisión absoluta o remordimiento extremo. Esto se denomina Dogeza. Aun cuando antiguamente el Dogeza era considerado muy formal, en la actualidad es considerado un desprecio por uno mismo, por lo que no es utilizado con frecuencia. Las reverencias de agradecimiento siguen el mismo patrón. En casos extremos se realiza una reverencia arrodillado; esta reverencia a veces es tan pronunciada que la frente de la cabeza toca el suelo. Esta es denominada saikeirei (最敬礼), literalmente "reverencia muy respetable."
Cuando los japoneses tratan con extranjeros, muchos japoneses recurren a darse la mano. Dado que muchos extranjeros conocen de la existencia de la costumbre de la reverencia, por lo general se produce una combinación de reverencias y apretones de mano que puede ser relativamente complicada de realizar. Las reverencias pueden combinarse con apretones de mano o ser realizadas antes o luego de un apretón de manos. Por lo general cuando la reverencia se realiza con las dos personas muy próximas, como por ejemplo al combinar el apretón de manos y la reverencia, las personas se inclinan levemente hacia un lateral (por lo general hacia la izquierda) para evitar que choquen sus cabezas.

## Realizar un pago
Es común en los negocios japoneses colocar una pequeña bandeja cerca del cajero de forma tal que los clientes puedan depositar su dinero en la bandejita en cambio de dárselo en mano al cajero. Si un negocio posee dicha bandeja, se considera una falta contra la etiqueta el no utilizar la bandeja y en cambio darle el dinero en la mano al cajero.
En caso de que el negocio acepte pagos realizados en la mano, se debe seguir la regla general que también es aplicable a tarjetas personales y en otros contextos sociales, a saber que uno toma el artículo con ambas manos tanto sea para darlo como para recibirlo.
La lógica detrás de esta regla general es que al sostener un artículo con ambas manos, a) se demuestra que uno está tratando al artículo con cuidado y b) se sugiere que el artículo posee un valor tal que es digno de ser manipulado con cuidado. Al manipular cada artículo de esta forma tanto sea para entregarlo como para recibirlo, a) cuando uno se da el artículo, uno sugiere que la dignidad de la otra persona es lo suficientemente elevada como para que solo un artículo que amerita ese tipo de manipulación sea digno de él, y b) cuando uno recibe el artículo, uno sugiere que la dignidad de la otra persona es lo suficientemente elevada como para que él o ella solo puedan entregar artículos que requieran de una manipulación tan cuidadosa. Y viceversa, la manipulación descuidada de un artículo sugiere en el mejor de los casos una negativa a realizar tal presupuesto y en el peor una proclamación en sentido contrario.

## Baño

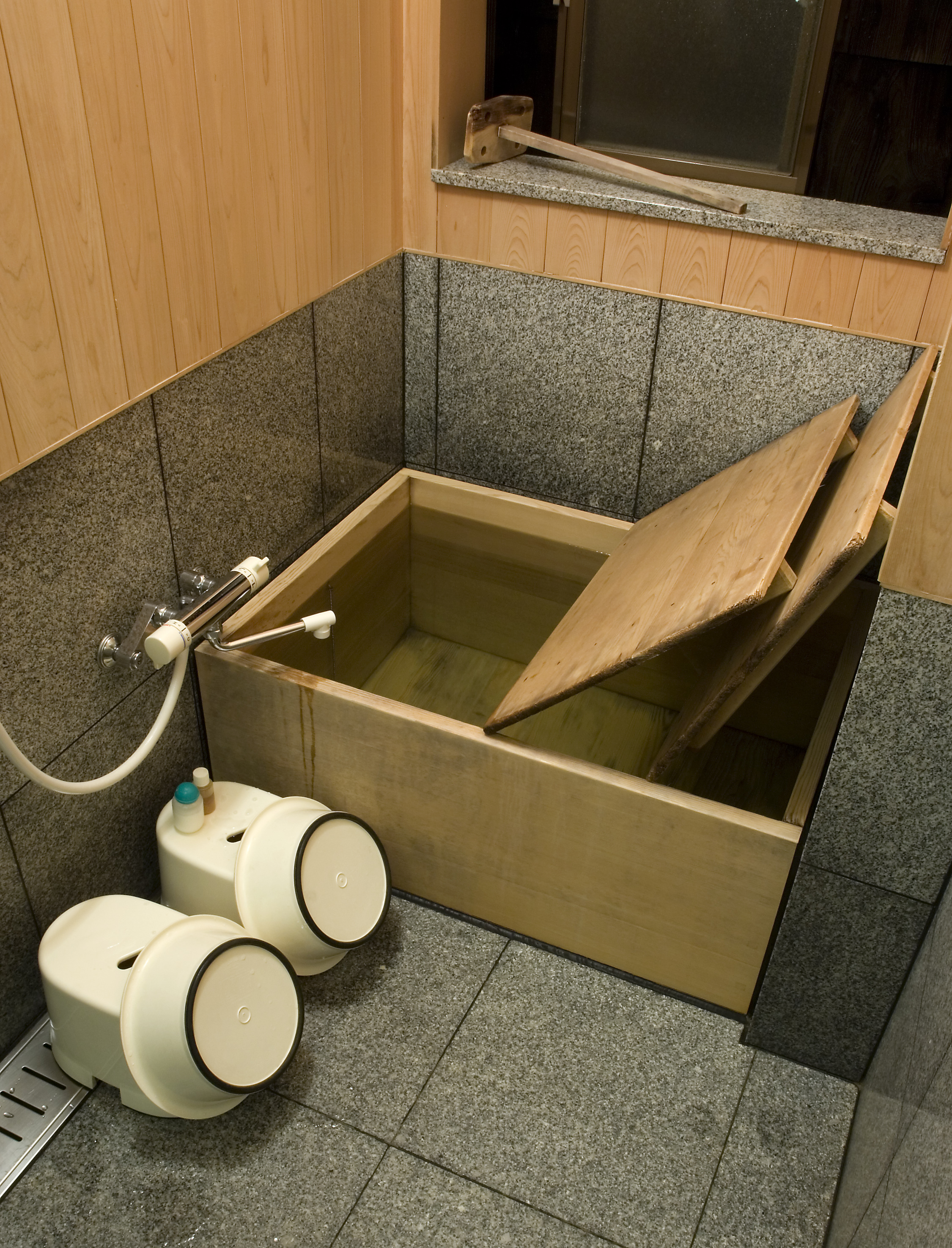
Un furo privado en una ryokan.

Tomar un baño es una parte importante de la rutina diaria en Japón. Los baños son para relajarse, y el cuerpo debe ser limpiado y refregado antes de entrar en la bañera o furo. Esto por lo general es realizado con una pequeña ducha o canilla colocada en el mismo ambiente que la bañera, mientras se está sentado en un banquito. Una bañera tradicional japonesa es de forma cuadrada, y posee una profundidad tal que el agua cubra los hombros, pero requiere que la persona que toma el baño se siente con las rodillas apoyadas contra su pecho. El agua de la bañera se utiliza para enjuagar el cuerpo para lo cual se la arroja sobre el mismo con un cucharón. Los baños en el Japón son para remojarse y relajarse, no para limpiar el cuerpo. La forma de la bañera es más reducida y más profunda que la de las bañeras en las casas en Occidente. Sin embargo las bañeras más modernas se asemejan en mayor medida a las occidentales. El agua en vez de ser desechada al final de cada baño, se mantiene tibia por medio de calefactores especiales, y la misma agua es utilizada por todos los miembros de la familia. Luego de ser utilizada, en algunas casas el agua caliente de la bañera se utiliza para lavar ropa en una lavadora. La bañera posee una tapa para ayudar a conservar la temperatura del agua cuando no se está utilizando, y para minimizar la evaporación. Los pelos o residuos se quitan del agua al concluir el baño.
En los hogares que poseen bañeras pequeñas, cada miembro de la familia se baña en un orden riguroso, según su antigüedad, tradicionalmente comenzando con el hombre de mayor edad o la persona de mayor edad en la casa (la abuela puede tomar el baño antes que el padre de la casa). Si hay visitas en la casa, se les da la prioridad a ellos. En aquellos hogares que poseen bañeras más grandes, no es extraño que los miembros de una familia se bañen juntos. Por ejemplo uno o ambos padres se bañarán con los bebés y aún los niños al crecer pueden seguirse bañando con sus padres.
Las bañeras son cada vez más comunes en las casas japonesas modernas, pero aún hay numerosos departamentos pequeños o antiguos en las ciudades que no poseen bañeras, por lo que existen un número importante de casas de baño públicas denominadas sentō. En una casa de baños por lo general el agua que se utiliza es agua corriente calentada en una caldera. Excepto en las zonas rurales muy retiradas los baños están separados por sexo, y los clientes se bañan desnudos, muchos utilizan un pequeño taparabo para cubrir sus genitales. Los hoteles, locales de pachinko y otros sitios pueden contar con sentō para que lo utilicen sus clientes.

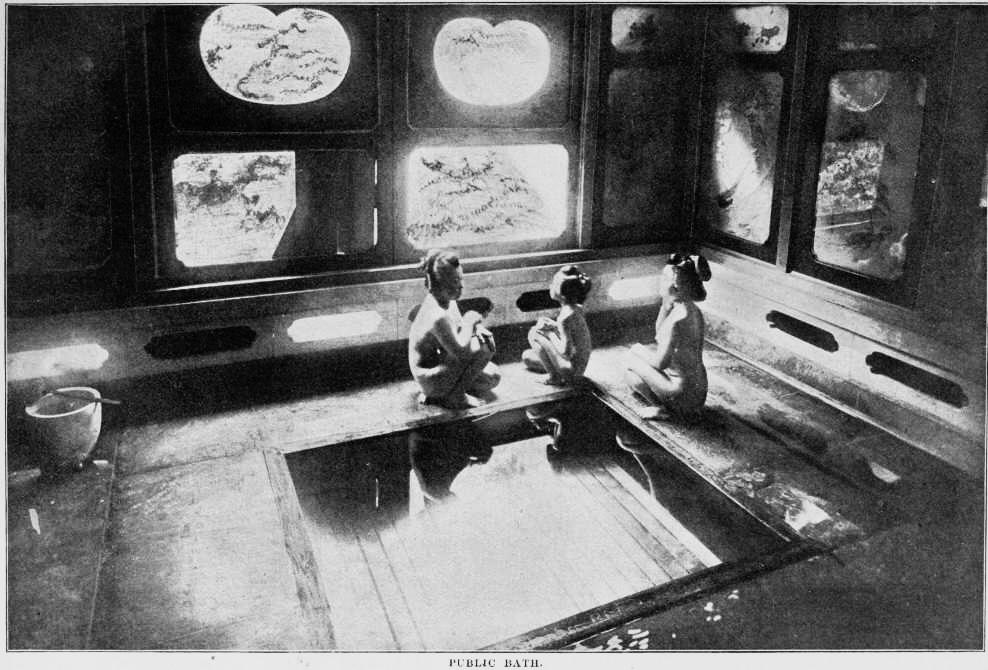
Imagen de 1901 de un sentō.

A los clientes de las hosterías tradicionales japonesas o ryokan se les permite el uso del furo para tomar un baño, sea uno comunal con una tabla de turnos para tomar el baño, o uno privado.
Onsen (温泉) traducido agua termal. Onsen son baños que por definición utilizan agua termal natural de surgentes geotérmicas, a veces al aire libre. Los onsen de mayores dimensiones poseen piletas separadas para hombres y mujeres, y por lo general los visitantes se bañan desnudos.
Al igual que en los baños en las casas, todos los bañistas de los sentō y onsen se limpian en forma prolija antes de entrar en los baños comunales. Numerosos sentō y onsen prohíben el ingreso de clientes con tatuajes lo que se considera un tabú, alegando que pueden estar asociados a actividad en la yakuza.

## Visita a una casa japonesa
Se considera un honor ser invitado a la casa de un japonés. Muchos japoneses consideran que sus hogares son demasiado humildes como para poder recibir visitas. No se utilizan zapatos en el interior de las casas– dado que el nivel del suelo a menudo se encuentra elevado con respecto al nivel del terreno o el de la entrada, los japoneses no desean que el suelo se ensucie con tierra, arena o polvo que pudiera estar pegado a la suela de los zapatos. Por ello las personas se quitan los zapatos en el genkan (antesala de entrada), y a menudo son reemplazados por zapatillas denominadas uwabaki, andar solo con las medias es aceptable en circunstancias informales; aún los departamentos más pequeños poseen genkan, que son por lo general de dimensiones muy reducidas y poseen un pequeño escalón. Por lo general la gente no se quita los genkas, andar con los pies descalzos es aceptable solo si se visita a un amigo muy próximo. Existen pantuflas diferentes, por razones de higiene, que deben ser utilizadas para ir al baño.
Se proveen geta de madera para caminatas cortas por el exterior cuando se ha entrado a la casa. En general se considera cortés el utilizar zapatos en lugar de sandalias, pero aquellas personas que calzen sandalias pueden utilizar un par de zoquetes blancos, de forma tal que sus pies desnudos no toquen las pantuflas que el dueño de casa le ofrezca, o pueden usar zoquetes tabi, junto con las sandalias. Los zapatos son ordenados de forma tal que su puntera apunte hacia la puerta luego de habérselos sacado. Durante el invierno, si una visita posee un saco o gorro, la visita se los sacará antes de que el dueño de casa abra la puerta y lo invite a pasar. Cuando la visita se va de la casa, él o ella solo se pondrán el saco, chaqueta o la gorra luego de que el dueño de casa los haya despedido y cerrado la puerta.
Respecto a consideraciones para sentarse ver kamiza.

## Regalos y presentes

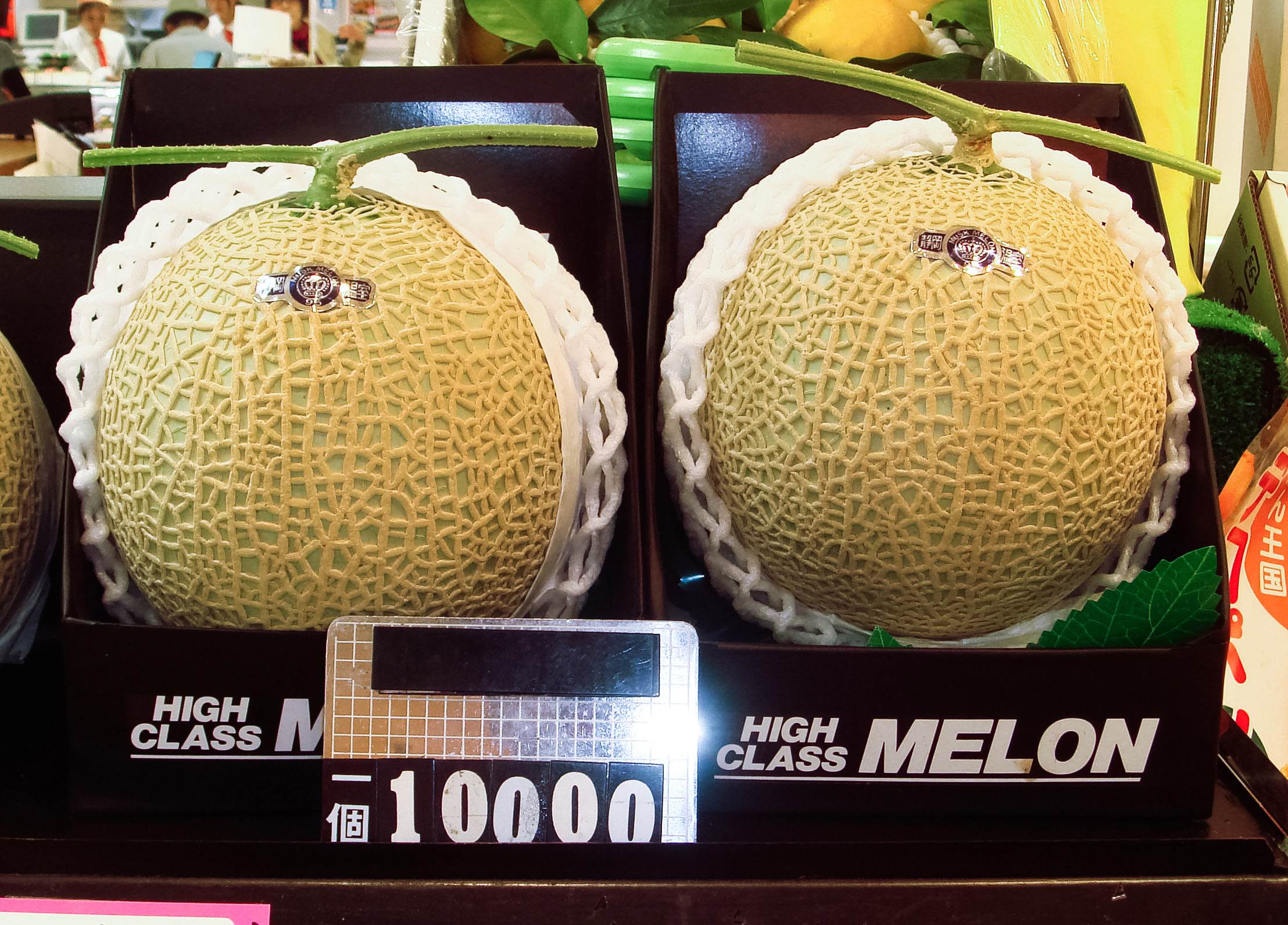
Un melón que cuesta s¥10000 (approx. 100 USDólares), cultivado con esmero y seleccionado por la ausencia de imperfecciones, propuesto como regalo para seguir la costumbre japonesa de ofrecer presentes.

Muchos huéspedes tras entregarlo, le pedirán a su anfitrión que abra el regalo, pero si el no lo hace, el japonés evitará preguntar si es que ellos pueden abrir el regalo. Dado que el acto de aceptar un regalo puede generar un sentimiento de obligación no correspondida por parte del que lo recibe, a veces los regalos son cortésmente rechazados, dependiendo de la situación.

### Regalos de temporada
Hay dos temporadas en las que se dan regalos en Japón, denominadas seibo (歳暮?) y chūgen (中元?). Una es en invierno y la otra es en verano. Se ofrecen regalos a aquellas personas con las que se mantiene una relación, especialmente aquellas personas que le han brindado ayuda al que ofrece el regalo.
Es considerado descortés concurrir a la casa de alguien sin un regalo. En japonés esto se denomina tebura (手ぶら?) (manos vacías). Por lo general el regalo se entrega envuelto en una bolsa de papel (preferiblemente una bolsa del negocio donde se compró el regalo) y es extraído de la bolsa, la cual se coloca debajo del regalo cuando se ofrece el regalo al dueño de casa, utilizando las dos manos. El regalo a menudo es ofrecido cuando uno es conducido al living, diciendo "tsumaranai mono desu ga"　つまらないものですが ("esto es apenas una chuchería", literalmente "[esto] es una cosa aburrida pero...") para mostrar modestia. Sin embargo, en el campo de los negocios o situaciones profesionales, se debe evitar referirse al regalo en estos términos, ya que expresa la insignificancia del regalo y por lo tanto afecta la posición de la persona que lo recibe. Frases tales como "honno o shirushi de gozai masu ga" "ほんのお印（しるし）でございますが" (que significa, "solo es un símbolo de mi aprecio, pero...", implican gratitud hacia el receptor que el que ofrece el regalo no puede completamente expresar con palabras) son adecuadas dentro de la etiqueta profesional y social. Si el anfitrión ofrece algo, es cortés realizar un rechazo suave diciendo "okizukai naku" お気づかいなく (por favor no se moleste), pero el huésped puede aceptar con placer si el anfitrión lo solicita por segunda vez.

### Regalos inconvenientes
Se debe evitar dar regalos tales como relojes[cita requerida] u otros artículos que muestran en forma prominente los números 4 o 7, dado que estos números en Japón están asociados con la muerte.

### Otros regalos
Otra costumbre japonesa es que las mujeres regalen chocolate a los hombres el día de San Valentín. Se le puede dar chocolate a aquella persona que es motivo de afecto por parte de la mujer, o a cualquier hombre con el que la mujer se encuentre conectada. En este caso se denomina giri-choko (義理チョコ?) (chocolate por obligación). Los hombres que han recibido chocolate el día de San Valentín en reconocimiento dan algo en agradecimiento un mes después en el White Day a quien les regaló el chocolate.

### Recuerdos
En aquellos puntos turísticos de Japón, los recuerdos (omiyage, especialmente meibutsu) son un gran negocio. Hay puestos de ventas de recuerdos y suvenires en las estaciones de tren. Existen servicios que entregan regalos regionales de sitios de Japón o de otros países.

## Comiendo y bebiendo
Las comidas en Japón comienzan con la frase itadakimasu (いただきます?) (literalmente, "Recibo humildemente"). La frase es similar a "bon appétit", o decir la oración de gracias para dar gracias antes de la comida. Se dice expresa gratitud por todos los que cumplieron un rol en la preparación , cultivando, en granjas o cazando la comida. También reconoce que los organismos vivientes dieron su vida a los humanos como Dāna.
Luego de terminar la comida, los japoneses también usan la frase educada Gochisosama-deshita (ごちそうさまでした Gochisōsama-deshita?) (lit. Gracias por una buena comida) o - más informal/simple - Gochisōsama. Gochisōsama está basada en la creencia religiosa donde chisō (馳走;ちそう?) significa corriendo con esfuerzos (por montar un caballo, lo que indica conveniencia) a proveer comida para el huésped. Es entonces lingüísticamente alterado para expresar gratitud al esfuerzo de agregar go y sama a la forma de teineigo (丁寧語). Juntar las manos en el gesto namasté mientras se dice estas palabras es signo de educación.
Es considerado educado limpiar el plato propio, hasta el último grano de arroz; se anima a que los niños lo hagan – ver también mottainai como una filosofía budista. Es mala educación tomar algunos ingredientes y dejar el resto. Uno debe masticar con la boca cerrada.
Es aceptable levantar los cuencos de sopa y arroz hacia la boca así no se cae la comida. La sopa de miso se bebe directamente de un cuenco chico, en vez de utilizar una cuchara, pero las sopas grandes vienen con una cuchara. Es también apropiado sorber ciertos alimentos, especialmente ramen o fideos de soba, pero no todos realizan esta práctica – de todos modos, los fideos de estilo occidental (pasta) no deben ser sorbidos. Además, los fideos de las sopas calientes se soplan (una vez levantados de la sopa) para enfriarlos antes de comerlos.
El arroz generalmente se come solo o algunas veces con nori (alga seca y prensada) – rallado o en tiras – o furikake (varios condimentos). También se puede agregar algún alimento sustancial como por ejemplo huevo crudo (con lo que se obtiene tamago kake gohan – "huevo en arroz"), nattō (porotos de soja fermentados) – estos son a menudo agregados y batidos en arroz en el desayuno – o tsukemono (pickles). Existen también, aunque no tan comunes, platos con arroz con ingredientes mezclados, o mezclados durante la cocción (takikomi gohan, "cocinado con arroz") o antes de que el arroz haya sido cocido (maze gohan, 混ぜご飯, "arroz mezclado").
Agregarle salsa de soja al arroz blanco simple no es una costumbre japonesa, pero si es común ponerle salsa de soja directamente sobre el sashimi o sushi – agregarle salsa de soja al arroz blanco es similar a ponerle ketchup al pan solo en Occidente. En cambio, la salsa de soja es agregada en un cuenco pequeño, y la comida es sumergida en la salsa. Además, agregar demasiada cantidad de salsa de soja en el cuenco es considerado codicioso y derrochador (ver mottainai). De todos modos, la soja puede ser agregada como parte de otros platos, como el tamago kake gohan.
La etiqueta del sushi dicta que cuando comemos nigiri-zushi, uno debe sumergir el lado superior del sushi en salsa de soja para prevenir que el arroz tome mucha salsa; dejar granos de arroz flotando en la salsa es considerado grosero, pero puede ser difícil de evitar para aquellos que tiene dificultades con los palillos. Únicamente en restaurantes de sushi, es aceptable usar los dedos en lugar de palillos para comer el nigiri-sushi.
No es raro que los japoneses coman mientras caminan o pasean – las máquinas expendedoras de bebidas en Japón por lo general poseen un recipiente para reciclar latas y botellas, de forma tal que se puede consumir la bebida mientras se está al lado de la máquina, en vez de retirarse con la bebida en la mano, y durante los meses de verano, es posible observar una práctica denominada "vendo" (que consiste en un grupo de personas que beben parados en cercanías de una máquina expendedora de bebidas). Algunas personas consideran poco educado comer en público o en los trenes, pero esta no es una aversión universalmente celebrada.
Muchos restaurantes proveen comidas con palillos de madera de un solo uso que deben ser separados. Los palillos se aconan hacia la parte inferior; la parte superior más gruesa, que será separada en dos, puede contener pequeñas astillas. uno nunca debe usar la parte superior más gruesa para tomar la comida. También uno nunca debe juntar y frotar los palillos -- esto es considerado rudo y no sofisticado (parecido a jugar con los utensilios, en un restaurante occidental), especialmente cuando uno se encuentra en un bar de sushi, a esta señal nuestro mozo piensa que sus utensilios son baratos.
En los restaurantes japoneses, a los clientes se les da una toalla enrollada denominada oshibori. Es considerado poco educado utilizar la toalla para refrescarse la cara o el cuello; sin embargo, algunas personas, por lo general hombres, lo realizan en restaurantes más informales. Toallas no tejidas están remplazando a las tejidas oshibori.
Al utilizar mondadientes, es signo de buena etiqueta cubrir la boca con la otra mano. Sonarse la nariz en público es considerado rudo, especialmente en restaurantes; los pañuelos de tela nunca deben ser utilizados para este propósito. Al contrario, sollozar es considerado aceptable, como una alternativa a sonarse la nariz. Al estornudar, es considerado educado taparse la nariz con una mano, o ir al baño primero.

### Bentō

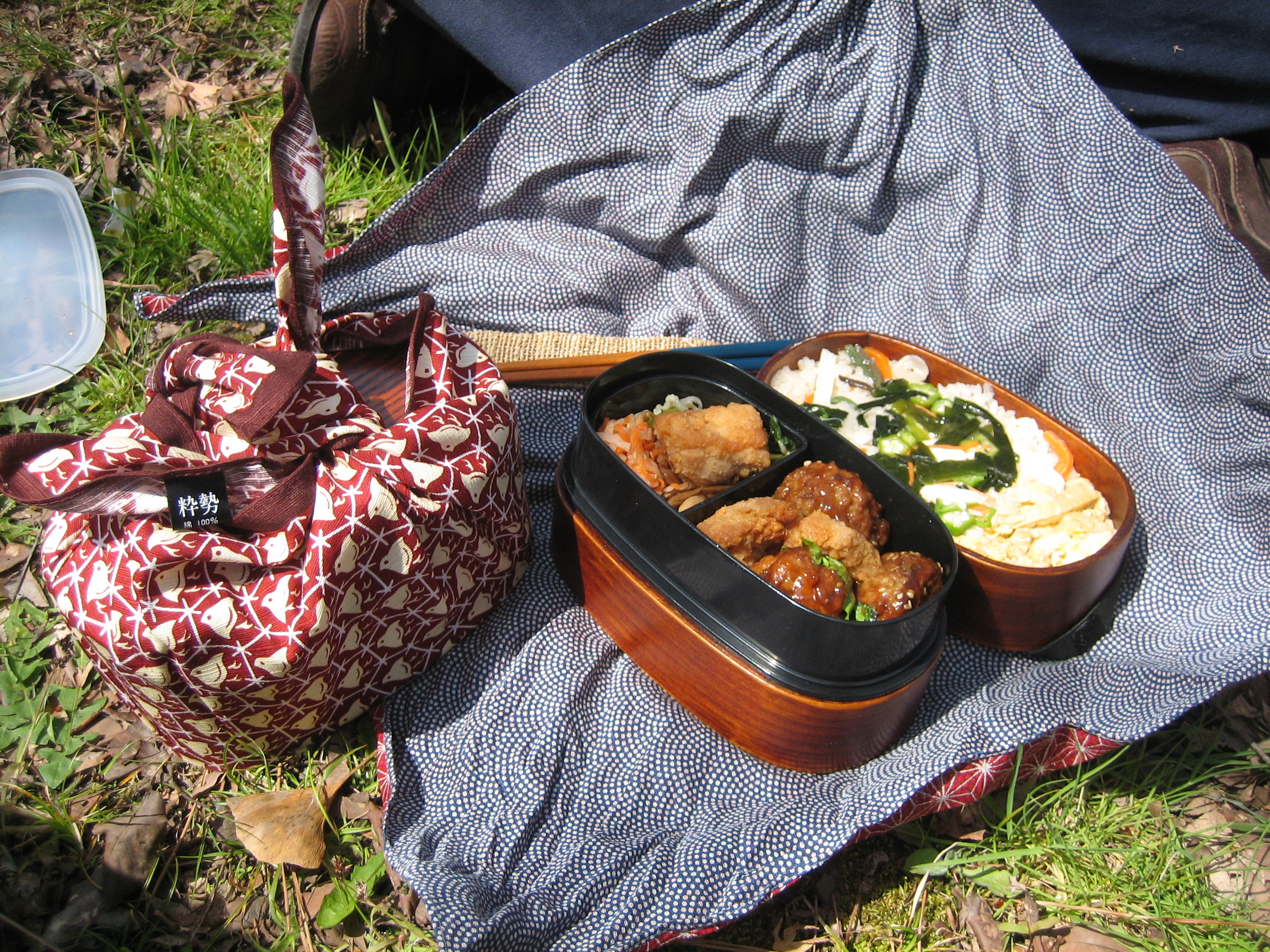
Una típica caja de almuerzo casera o bentō. Esta usualmente contiene arroz y una variedad de guarniciones que van bien con el arroz.

Las bentō, comidas en cajas en Japón, son muy comunes y constituyen un importante ritual durante la comida. La preparación de estas comidas comienza alrededor del tiempo en el que los niños comienzan la guardería. Las madres toman especial cuidado cuando preparan la comida para sus hijos. Ellas disponen la comida en orden por la cual debe ser consumida. Los bentō son hechos con imaginación, y “debe ser consumido en su totalidad.”
El bentō es juzgado por lo bien que está preparado. La madre casi que “presume” su talento en hacer el almuerzo. Ella prepara para su hijo, pero la forma en que lo prepara es vista por otros niños y por la guardería. Es cercano a una competición para ver quien es la mejor madre. Si está bien preparado, otros japoneses la consideraran buena madre.
Porque la apariencia de la comida es importante en Japón, las madres deben estar seguras de arreglar el bentō de una forma atractiva. Como no está especificado, y la madre no está contenta, entonces ella lo re-arreglará hasta que esté satisfecha con su apariencia. Las comidas pueden ser estacionales; una madre lo puede preparar con una hoja otoñal o cortar una naranja en forma de flor si es la estación de verano. No es común ver siete guarniciones diferentes en un bentō.
Las madres son alentadas a preparar lo que los niños disfrutan comiendo. Si al niño no le gusta lo que la madre preparó, entonces él muy probablemente no lo consuma, yendo en contra de la regla “debe ser consumido en su totalidad.” Por lo tanto las madres deben ser cuidadosas cuando eligen la comida, que debe interesarle al niño para que consuma su almuerzo por completo.

### Palillos
Existen muchas tradiciones y reglas no escritas alrededor de los palillos, hashi. Por ejemplo, es considerado particularmente tabú pasar comida de un palillo a otro, ya que esta es la manera en que los huesos son sostenidos por las familias del fallecido luego de la cremación. Si tú debes pasar comida de tu plato durante la comida (una práctica cuestionable en público), toma la comida con tus palillos y ponlos en un pequeño plato para que la otra persona pueda tomarlos con sus palillos. No se usarán palillos coincidentes. Se debe evitar colocar los palillos en forma vertical sobre un plato de arroz, porque recuerdan a los sahumerios colocados en la arena, típicamente durante los funerales. También, el acto de hundir los palillos en la comida recuerda la acción que los devotos budistas realizan en la ceremonia de ofrecer comida a los ancestros en los santuarios. Apuntar los palillos en la dirección de alguien es considerado una amenaza simbólica.
Los palillos fueron comenzados a usar en Japón durante el período Nara (710-794), originado en China y llevado a Japón Ya que los palillos son una gran parte de la tradición japonesa, existen muchas cosas que evitar cuando se los usa. Si no tienes otros utensilios cuando compartes platos de comida, use el final del palillo (del lado que no comes) para recuperar la comida.

## Saludos
Los saludos son considerados de gran importancia en la cultura japonesa. Los estudiantes primarios y secundarios son alentados a dar saludos enérgicos y vigorosos. Un saludo perezoso es visto con desdén, así como en algunas partes de occidente lo es un apretón de manos con la mano flácida.
Pasar de largo sin decir nada está mal visto. Cuando uno parte, en vez de simplemente decir adiós, es común hacer el deseo de encontrarse de vuelta.
El saludo más común es ohayō gozaimasu (おはようございます?) o "buenas mañanas", usado antes de las 11am pero puede ser usado en cualquier horario del día si es la primera ocasión que dos personas se encuentran; konnichiwa (こんにちは?) que es más o menos el equivalente a "buen día" o "buenas tardes" y es usado hasta altas horas de la tarde; konbanwa (今晩は?) o "buenas noches"; y oyasumi nasai (お休みなさい?) o "buenas noches" antes de ir a dormir.  Diferentes formas de estos saludos pueden ser usados dependiendo del estatus social relativo del orador y del que escucha.

## Hospitalidad
Ya que muchas casas japonesas son muy pequeñas, los agasajos se realizan en restaurantes y otros establecimientos. De todos modos el agasajo en la casa tiene precedentes, y el anfitrión hará todo lo posible para garantizar una buena hospitalidad.
Generalmente, como en muchas culturas, el invitado tiene la prioridad. Él o ella se sentarán en el mejor lugar, se le servirá la mejor comida y bebida. Si el invitado se queda toda la noche se le ofrecerá el primer baño, y el anfitrión puede ofrecerle su propia cama.
Los anfitriones japoneses generalmente tienen el ideal de estar ocupados, y así el invitado se puede relajar. En oposición a la hospitalidad occidental en la que el anfitrión alienta al invitado a "sentirse en su propia casa", el anfitrión japonés se presentará ocupado enfrente del invitado.